# Simorcus
Simorcus es un género de arañas cangrejo de la familia Thomisidae. Fue descrito por el aracnólogo francés Eugène Simon en 1895.

## Especies
- Simorcus asiaticus Ono & Song, 1989
- Simorcus capensis Simon, 1895
- Simorcus coronatus Simon, 1907
- Simorcus cotti Lessert, 1936
- Simorcus cummingae van Niekerk & Dippenaar-Schoeman, 2010
- Simorcus guinea van Niekerk & Dippenaar-Schoeman, 2010
- Simorcus haddadi van Niekerk & Dippenaar-Schoeman, 2010
- Simorcus hakos van Niekerk & Dippenaar-Schoeman, 2010
- Simorcus itombwe van Niekerk & Dippenaar-Schoeman, 2010
- Simorcus kalemie van Niekerk & Dippenaar-Schoeman, 2010
- Simorcus lotzi van Niekerk & Dippenaar-Schoeman, 2010
- Simorcus okavango van Niekerk & Dippenaar-Schoeman, 2010
- Simorcus vanharteni van Niekerk & Dippenaar-Schoeman, 2010